# Connor Swindells
Connor Ryan Swindells (Lewes, East Sussex, Anglaterra, 19 de setembre de 1996) és un actor i model anglès. Va saltar a la fama pel seu paper d'Adam Groff a la comèdia dramàtica de Netflix Sex Education (2019-present). Des de llavors ha protagonitzat el drama històric de la BBC One SAS: Rogue Heroes (2022-present).

## Primers anys
Swindells va néixer a Lewes, East Sussex, i és el menor de quatre fills de Ian i Phoebe. La seva mare era d'ascendència romaní i va morir de càncer d'intestí quan Swindells tenia set anys, cosa que ell ha dit que encara està processant.
Després de la mort de la seva mare, ell i el seu pare se'n van anar a viure amb els avis paterns de Swindells a West Chiltington fins que es van mudar a Billingshurst, tots dos al districte d'Horsham de West Sussex. Swindells va assistir al Rydon Community College i al Steyning Grammar School. Va abandonar la universitat als 17 anys.

## Carrera
Swindells va començar a actuar quan va veure un cartell d'audicions per a una obra local i el seu amic el va animar a presentar-se; va aconseguir el paper protagonista. Després va actuar en dues obres locals més i va signar amb un agent al final de la tercera obra.
El 2017, Swindells va debutar a la televisió amb aparicions com a convidat en episodis del drama d'època de Hulu Harlots com a Mostyn i al drama històric de Sky One Jamestown com a Fletcher.
El març de 2017, Swindells va ser elegit per substituir Joe Alwyn com a Donald a The Vanishing, una pel·lícula escocesa de suspens psicològic dirigida per Kristoffer Nyholm i protagonitzada per Gerard Butler i Peter Mullan. La pel·lícula es va projectar al Festival de Cinema de Sitges de 2018 abans d'estrenar-se a cinemes el 4 de gener de 2019. Swindells també va protagonitzar Adam a la pel·lícula dramàtica de 2018 VS.
El 2019, Swindells va començar a protagonitzar juntament amb Ncuti Gatwa, Emma Mackey, Asa Butterfield i Gillian Anderson a la sèrie de comèdia-drama de Netflix Sex Education com Adam Groff, el fill del director, inicialment un mató que té una relació tensa amb el seu pare.
Swindells va aparèixer a les pel·lícules Emma (2020) i Barbarians (2021), i va interpretar Simon Hadlow el 2021 al drama criminal de la BBC One Vigil, dirigit per Suranne Jones. L'any següent, va començar a protagonitzar el paper principal de David Stirling a la sèrie de la Segona Guerra Mundial SAS: Rogue Heroes, també a BBC One.
Swindells va aparèixer a Barbie, de Greta Gerwig, en què es va retrobar amb les seves companyes de repartiment a Sex Education, Ncuti Gatwa i Emma Mackey. També té un futur paper a la pel·lícula de Netflix Scoop.

## Vida personal
Swindells està en una relació amb l'actriu Amber Anderson, que també va aparèixer a la pel·lícula Emma.

## Filmografia
| † | Indica obres que encara no s'han publicat |

### Pel·lícula
| Any  | Títol         | Paper           | Ref    |
| ---- | ------------- | --------------- | ------ |
| 2018 | VS.           | Adam            |        |
| 2019 | The Vanishing | Donald McArthur |        |
| 2020 | Emma          | Robert Martín   |        |
| 2021 | Barbarians    | Dan             |        |
| 2023 | Barbie        | Aaron Dinkins   |        |
| TBA  | Scoop †       | Jae Donnelly    | [ 12 ] |

### Televisió
| Any          | Títol             | Paper                  | Notes                        |
| ------------ | ----------------- | ---------------------- | ---------------------------- |
| 2017         | Harlots           | Mostyn                 | Episodi #1.3                 |
| 2017         | Jamestown         | Fletcher               | Episodi #1.5                 |
| 2019-present | Sex Education     | Adam Groff             | Paper principal; 24 episodis |
| 2021         | Vigil             | El tinent Simon Hadlow | Minisèrie                    |
| 2022-present | SAS: Rogue Heroes | David Stirling         | Paper principal              |